# Crystal Mountain (Washington)
Mit Crystal Mountain werden ein Berg und ein Ski-Alpin-Gebiet in der Kaskadenkette im US-Bundesstaat Washington, südöstlich von Seattle, bezeichnet.
Im Mount Baker-Snoqualmie National Forest gelegen, ist Crystal Mountain das größte Skigebiet in Washington; es ist ohne weiteres von der Metropolregion Seattle-Tacoma über die Washington State Route 410 über Enumclaw (ca. 65 km nordwestlich gelegen) zu erreichen. Das Skigebiet ist primär für die Tagesnutzung ausgelegt und umfasst neun Sessellifte, mehrere Restaurationen und vielfältige Hotels. Crystal Mountain ist der Stützpunkt der Mt. Rainier Gondola; seit der Installation 2010 bietet sie ganzjährig Zugang zum Gipfel und ist die einzige Hochgeschwindigkeits-Gondelbahn in Washington.
Der jährliche Schneefall beträgt bis zu 8,9 Meter. Seit 2015 sind Möglichkeiten vorhanden, die Pisten mit Kunstschnee zu präparieren. Anhängig von der Jahreszeit sind Nachtläufe bis 6 bzw. 8 Uhr abends an den Skiliften Discovery, Gold Hills und Quicksilver möglich.

## Geographie
Von Enumclaw aus fährt man über die Kleinstadt Greenwater geradewegs zum Sunrise-Eingang des Mount Rainier National Park.
Das Skigebiet liegt im Tal des Silver Creek, einem Zufluss des White River, und an den Ost- und Nordhängen des Crystal Mountain. Der Hauptgipfel des Crystal Mountain, auch Silver King genannt, ist 7.002 ft (2.134 m) hoch (North American Vertical Datum of 1988) und die höchste Erhebung im Umkreis von 5 mi (8 km). Untergeordnete Gipfel am Nordgrat des Silver King sind The Throne (6.861 ft (2.091 m)), Silver Queen (ca. 6.990 ft (2.131 m)), Grubstake Point (ca. 6.875 ft (2.096 m)) und North Way Peak (6.780 ft (2.067 m)). Die letzten drei können über Skilifte erreicht werden und das Resort unterhält ein Summit House (dt. etwa „Gipfelhaus“) an der Südschulter des Grubstake. Die Gipfel bieten eine unverstellte Sicht auf den Mount Rainier, welcher weniger als 13 mi (21 km) westsüdwestlich liegt.

## Geschichte

### 1960er Jahre
Das Crystal Mountain Resort wurde im Dezember 1962 mit zwei doppelten Sesselliften eröffnet. Der erste dieser Lifte, Miner’s Basin, wurde im Sommer 2011 stillgelegt. Seine Route lag nahe der neuen Gondelbahn und endete an der Spitze der Exterminator- und der Deerfly-Abfahrt. Der andere Original-Lift (Iceberg Ridge) wurde abgebaut, als der neue Rainier-Express-Sessellift gebaut wurde. Der Ort, unmittelbar nordöstlich des Mount Rainier National Park, wurde gewählt, nachdem einige Skiläufer aus Tacoma es nicht vermochten, ein Resort innerhalb des Nationalparks zu eröffnen.
Im folgenden Sommer wurde der Green-Valley-Lift als doppelsitziger Sessellift gebaut, der Quicksilver-Lift folgte 1964.
Im Spätmärz 1965 wurde am Crystal Mountain die College-Skimeisterschaft ausgerichtet und in der Folgewoche die U.S. Alpine Ski Championships, welche bekannte Rennläufer wie Karl Schranz aus Österreich, die Olympiamedaillengewinner Jimmy Heuga und Billy Kidd aus den USA, den späteren dreifachen Goldmedaillengewinner Jean-Claude Killy aus Frankreich und die spätere Goldmedaillengewinnerin Nancy Greene aus Kanada anlockten. Crystal Mountain beherbergte die nationalen Meisterschaften 1968 noch einmal, wenige Wochen nach den Olympischen Winterspielen. Kidd, Heuga und Greene waren erneut am Start wie auch Spider Sabich. Zurück von der Olympiade und der Weltcup-Tour gewann die Lokalmatadorin Judy Nagel den Slalom und die Kombination der Frauen im Alter von 16. Fünf Jahre zuvor wurde über ihren Vater Jack Nagel (1926–2004) und seine Skirennschule am Crystal Mountain in der Zeitschrift Sports Illustrated berichtet, mit ihrer älteren Schwester Cathy, damals 14, auf dem Cover.

### 1970er Jahre
Der Campbell-Basin-Sessellift wurde 1970 eröffnet und ermöglichte erstmals das Skifahren im Campbell Basin; er führte vom Basisgebiet bis zum Ort der heutigen Campbell Basin Lodge.
Zwei Wochen nach der Winterolympiade 1972 war Crystal Mountain Gastgeber des Alpinski-Weltcups Ende Februar 1972 mit zwei Abfahrtsrennen für Herren und Damen; der Start erfolgte oberhalb des Campbell Basin. Das Wetter erzwang einen niedrigen Startpunkt, die Siegerzeit der Männer lag unter 90 Sekunden. Der frisch gebackene Olympiasieger Bernhard Russi aus der Schweiz gewann das Samstags- und auch das Sonntags-Rennen. Der US-Amerikaner Mike Lafferty aus Eugene (Oregon) wurde Zweiter bzw. Vierter bei den beiden Abfahrten. Ein für Sonntag angesetztes Damen-Slalom wurde wegen des Wetters abgesagt.
1974 wurde der erste Dreifach-Skilift am Crystal Mountain gebaut, der Bullion Basin. High Campbell, der längste Lift im Crystal, wurde 1976 ergänzt. Er wurde vom stillgelegten Yodelin Ski Area nahe dem Stevens Pass hierher gebracht. High Campbell bedient den Gipfel der Silver Queen und bietet Zugang zu The Throne, Silver King, Campbell Basin, Avalanche Basin und Silver Basin.

### 1980er Jahre
1984 wurde die Abfahrt Bullion Basin zu ihrem heutigen Ort am Gold-Hills-Lift verlegt. Im selben Jahr wurden die Dreifach-Sessellifte Rendezvous und Discovery installiert.
Washingtons erster Hochgeschwindigkeits-Sessellift, der Rainier Express, wurde im Sommer 1988 installiert und ersetzte den ursprünglichen Lift 2. Ein Viersitzer-Lift, Midway Shuttle, wurde installiert, um die Basis mit dem Rainier Express zu verknüpfen. Der Doppelsitzer Campbell Basin wurde verkürzt, weil die untere Hälfte nicht länger notwendig war. Diese Erweiterungen wurden von privaten Investoren finanziert, die in der Folge im Gegenzug Rabatte auf Lift-Tickets und Saison-Pässe erhielten. Heute firmiert diese Investorengruppe unter dem Namen Crystal Mountain Founder’s Club.

### 1990er Jahre
Mitte der 1990er geriet Crystal Mountain tief in die roten Zahlen und war nicht in der Lage, weitere Verbesserungen wie neue Lifte oder Unterkünfte zu finanzieren. Die ursprünglichen Investoren verkauften das Gebiet im März 1997 an Boyne Resorts. Der Kaufvertrag verpflichtete Boyne, mindestens 15 Mio. USD in den ersten zehn Jahren in die Eigenkapitalerhöhung zu investieren. In den ersten beiden Jahren kaufte Boyne zwei Hochgeschwindigkeitslifte für je sechs Passagiere (Chinook und Forest Queen Express) um den Midway Shuttle bzw. Rendezvous Lift zu ersetzen. Boyne führte auch andere Verbesserungen ein, z. B. neue Mietunterkünfte, befestigte Parkplätze und fünf neue Bombardier-Pistenraupen.

### 2000er Jahre
Der Green-Valley-Doppelsitzer-Sessellift wurde im Sommer 2000 durch einen Hochgeschwindigkeits-Viersitzer ersetzt. Im Sommer 2007 erfuhr Crystal Mountain eine wesentliche Erweiterung, als der Northway-Sessellift im früheren North Backcountry gebaut wurde. Dies erweiterte das erschlossene Gelände um 70 % auf 2.300 Acres (9,3 km²). Außerdem wurde das Restaurant im Summit House umgebaut.

### 2010er Jahre

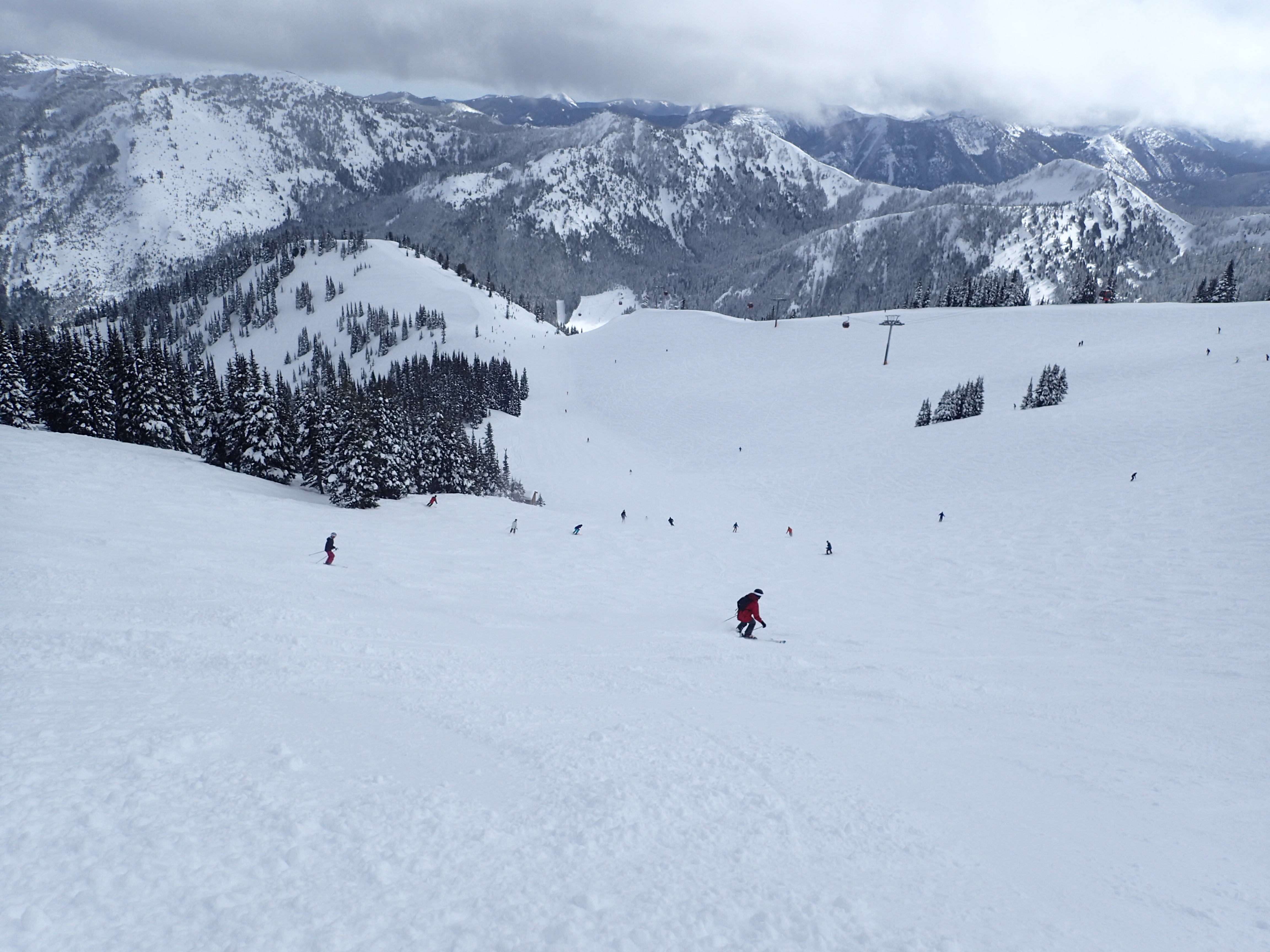
Crystal Mountain nahe dem Summit House

Während des Sommers 2010 wurde ein Geländepark (engl. „terrain park“) für Snowboarder gebaut und die Mt.-Rainier-Gondelbahn installiert, welche die Basisstation direkt mit dem Summit House verbindet. Sie ging am 1. Januar 2011 in Betrieb. Während einer extrem gefährlichen Lawinensaison löste die Skipatrouille am 10. März 2014 eine Lawine aus. Während der üblichen Kontrolle wurde so der Sessellift High Campbell zerstört. Im Sommer 2014 wurden die Arbeiten zum Ersetzen der Sessellifte High Campbell und Quicksilver initiiert. Der High Campbell Chair, nun in Chair 6 umbenannt, wurde in der Saison 2014/15 eröffnet. Der Quicksilver Chair wurde von einem Doppelsitzer auf einen Viersitzer erweitert. Die Bergstation wurde um 250 ft (76 m) nach unten verlegt, um den steilen obersten Abschnitt der Quicksilver-Piste abzuschneiden; die Einstufung ist nun durch einen grünen Kreis („leicht“) über einem blauen Quadrat („erhöhte Schwierigkeit“) dargestellt. Die feierliche Eröffnung beider Lifte fand am 8. Januar 2015 statt, um 9 Uhr für den Quicksilver und um 10 Uhr für den Chair 6.
Crystal Mountain wurde am 31. März 2017 von John Kircher erworben.

## Alpinski-Rennläufer bei Weltcup-Rennen am Crystal Mountain
- Alan Lauba (* 1961)
- Libby Ludlow (* 1981)
- Scott Macartney (* 1978)
- Paul McDonald (* 1984)
- Cathy Nagel (* 1949)
- Judy Nagel (* 1951)
- Tatum Skoglund (* 1978)

## General-Entwicklungsplan
Im Gefolge des Erwerbs durch Boyne Resorts unterbreitete Crystal Mountain dem United States Forest Service einen General-Entwicklungsplan (engl. „Master Development Plan“ – MDP), welcher sechs mögliche Optionen für die weitere Entwicklung des Resorts enthielt. Der Entwurf einer Umweltverträglichkeitsprüfung wurde 2001 erstellt, die Prüfung im August 2004 abgeschlossen. John Phipps, Leiter des Mount Baker-Snoqualmie National Forest, wählte die Option 6 mit Modifikationen aus der Umweltverträglichkeitsprüfung für die Umsetzung aus. Die befürwortet neue Gebäude einschließlich einer Pendelbahn zum Gipfel, eines neuen Sessellifts im Northback, eines Schlepplifts, der Erweiterung existierender Sessellifte, Gebäuderenovierungen an der Basis, Unterkünften für die Angestellten und Einrichtungen zur Abwasserbehandlung. Der Plan ist der größte in der Geschichte Washingtons und kostet Boyne geschätzte 40 Mio. USD.

### Fertiggestellte Projekte
- Northway (C-12) – bot direkten Lift-Zugang zum nördlich des ursprünglichen gelegenen Gebiet. Vormals hieß dieses Gebiet North Backcountry und erforderte eine lange Querung oder einen Shuttle, um zur Basis zurückkehren zu können. Der neue Lift ist ein feststehender doppelsitziger Sessellift von Doppelmayr USA, der im Sommer 2007 mit einer Bergstation am Northway Peak installiert wurde.[38]
- Mt. Rainier Gondola – bietet ganzjährig direkten Zugang von der Basis zum Gipfel. Besucher, Skifahrer, Wanderer und Restaurantbesucher können die Gondelbahn benutzen. Dieser Doppelmayr-Lift für 8 Passagiere wurde 2010 fertiggestellt und am 1. Januar 2011 eröffnet.[34]
- High Campbell “Chair 6” Replacement (C-2) – bot direkten Zugang zum Gebiet um die Silver Queen und das Southback-Gebiet. Vormals wurde dieses Gebiet durch eine feststehenden doppelsitzigen Lift (High Campbell) erschlossen. Der alte Sessellift wurde bei einer Lawine im März 2014 zerstört und war unbrauchbar. Der neue Lift ist ein feststehender doppelsitziger Sessellift der Firma HTM Skytrac, der im Sommer 2014 mit einer Bergstation an der Silver Queen auf 7.002 ft (2.134 m) Höhe installiert wurde und außerdem Zugang zum Powder Bowl, zum Southback-Gebiet und zum Campbell Basin bietet. Der neue Sessellift ist weniger windanfällig als der alte.
- Quicksilver Replacement (C-4) – bietet Zugang zur leichten Quicksilver-Piste und zur Boondoggle-Piste (höchste Schwierigkeit) und wird über den Discovery-Lift erreicht. Vormals bestand dieser Sessellift aus einem feststehenden Doppelsitzer, der zwar installiert aber seit 1964 unbenutzt war. Crystal Mountain wollte das Gelände anfängerfreundlicher machen und verlegte die Bergstation um 250 ft (76 m) bergab, um die steile Strecke am Anfang zu vermeiden. Die Quicksilver-Piste war ursprünglich mit „erhöhter Schwierigkeit“ eingestuft, die Einstufung wurde aber in „leicht“ geändert. Die Talstation ist mit einem Einstiegsteppich ausgestattet, um den Zustieg zu erleichtern. Der neue Lift ist ein feststehender Viersitzer der Firma HTM Skytrac, der im Sommer 2014 installiert wurde. Die Bergstation liegt auf etwa 5.200 ft (ca. 1.580 m) Höhe. Der neue Sessellift hat die doppelte Kapazität.

### Vorgeschlagen und genehmigt
- Kelly’s Gap Express (C-13) – wird von der neuen Bullion Base westwärts aufsteigen und oben am Green Valley Express enden.[39]
- Bullion Basin (C15) – wird im selben Tal an der gegenüberliegenden Seite ostwärts von der Bullion Base zu einem Gebiet aufsteigen, das früher einen 1983 aufgegebenen Lift hatte (die Reste und die Wege können vom Rainier Express aus gesehen werden). Dieser Lift wird auch Zugang zum East Peak Backcountry erlauben, das für Experten ausgewiesen ist. Gerüchte besagen, dass dieser Lift, obwohl in die Akte zur Entscheidung aufgenommen, wohl doch nicht gebaut würde. Im Juli 2007 erreichte der Millicent-Doppelsitzer aus dem Brighton Ski Resort in Utah Crystal Mountain, um zukünftig möglicherweise als Bullion Basin Chair installiert zu werden.[39]
- Park N' Ride (C12) – wird eine Verbindung zwischen der neuen Bullion-Talstation und der aktuellen Basis herstellen.
- zwei neue Schlepplifte an der alten Talstation (Ptarmagin, S1) und an der neuen Bullion Base (Pika, S2)[39]
- der Ersatz der Sessellifte Quicksilver und Discovery durch Hochgeschwindigkeitslifte ohne zusätzlichen Ausbau der Wege[39]

### Vom Forest Service zurückgewiesen
- Silver King Lift – Dieser Lift hätte am Queen’s Run begonnen und den Gipfel des Silver King erreicht.